# Зайвий багаж
«Зайвий багаж» (англ. Excess Baggage) — американська кримінальна комедія 1997 року режисера Марко Брамбілли про молоду спадкоємицю, яка інсценує своє викрадення, щоб привернути увагу батька. У головних ролях Алісія Сільверстоун та Бенісіо дель Торо.

## Сюжет
Емілі Хоуп інсценує власне викрадення, щоб привернути увагу свого багатого, корумпованого батька Александра. Використовуючи пристрій, що маскує її голос, вона наказує Александру скинути 1 мільйон доларів на баржу, яка пропливає під мостом. Александр виконує вказівки. Емілі повідомляє йому, що його доньку можна знайти в багажнику її BMW 850i, припаркованого в сусідньому гаражі.
Перед тим, як викликати поліцію, щоб її "врятували", Емілі заклеює собі щиколотки та рот скотчем і ховається в багажнику автомобіля. Поліція прибуває до BMW, але перед тим, як вони встигають дістатися до Емілі, професійний автовикрадач Вінсент Рош викрадає машину, не знаючи, що в багажнику хтось є. Виїжджаючи з гаража, поліція переслідує його, вважаючи, що він викрадач Емілі. Вінсенту вдається втекти, коли поліцейські зіштовхуються один з одним. Поліція також провалює спробу повернути Александру його гроші.
Александр, якому через два дні потрібно бути в Брюсселі, щоб укласти ділову угоду, звертається за допомогою до "дядька" Емілі, Рея, щоб той знайшов її та повернув додому. Тим часом Вінсент виявляє несподіваний "багаж", коли повертається до свого складського сховку та відкриває багажник. Побачивши Емілі, Вінсент різко зачиняє багажник і звертається за допомогою до свого напарника по злочинній діяльності Грега, щоб вирішити, що робити з цією дилемою. Емілі вдається втекти з багажника, і вона знаходить свій мобільний телефон, дізнаючись, що батько послав за нею Рея.
Коли Вінсент повертається, Емілі випадково спалює його склад недопалком сигарети. Їм обом доводиться тікати разом від Рея та його поплічників.

## Акторський склад
| Актор                 | Роль                  |
| --------------------- | --------------------- |
| Алісія Сільверстоун   | Емілі Хоуп            |
| Бенісіо дель Торо     | Вінсент Рош           |
| Крістофер Вокен       | Реймонд «Рей» Перкінс |
| Джек Томпсон          | Александр Хоуп        |
| Гаррі Коннік-молодший | Грег Кістлер          |

| Актор           | Роль             |
| --------------- | ---------------- |
| Ніколас Туртуро | Стік             |
| Майкл Боуен     | Ґас              |
| Ліленд Орсер    | детектив Бернабі |
| Роберт Вісден   | детектив Сімс    |
| Саллі Кіркленд  | Луїз Дусетт      |

## Виробництво
Сценарій «Excess Baggage» став переможцем першого щорічного конкурсу сценаріїв Остінського кінофестивалю, де був обраний продюсером Баррі Джозефсоном, коли той працював на Sony Pictures.
Це був перший фільм Алісії Сільверстоун в якості продюсерки, знятий під керівництвом її продюсерської компанії First Kiss. Сільверстоун обрала цю роль Бенісіо дель Торо після того, як побачила його фільм «Звичайні підозрювані» 1995 року.

## Випуск
«Зайвий багаж» дебютував в кінотеатрах США у вихідні на День праці 1997 року.
У лютому 1998 року фільм вийшов на VHS та DVD. Стрічку випустили на Blu-ray студією Mill Creek Entertainment у червні 2019 року, як частина їхньої лінійки «Я люблю 90-ті».

## Відгуки
Excess Baggage отримав переважно негативні відгуки від критиків і має 32% рейтингу на Rotten Tomatoes на основі 31 рецензії із середньою оцінкою 4,6/10. Критики сайту сходяться на думці: "Намагаючись знайти романтичну іскру в убогому приміщенні, «Зайвий багаж» обтяжений великою кількістю комедійного мертвого вантажу". На сайті Metacritic фільм отримав 34 бали зі 100 можливих за оцінкою 16 критиків, що означає «загалом несприятливі» відгуки. Глядачі, опитані CinemaScore, поставили фільму середню оцінку «B-» за шкалою від A+ до F.
30 серпня 1997 року в епізоді програми «Siskel & Ebert» Роджер Еберт і Джин Сіскел оцінили фільм двома великими пальцями догори, причому Сіскел назвав його «набагато кращим», аніж попередня стрічка Брамбілли «Руйнівник», знятий у 1993-му році. В іншій своїй рецензії для Chicago Sun-Times Роджер Еберт заявив, що Сілверстоун була настільки “чудова” і “цікава” у фільмі «Безголові», що ніяке продовження не змогло б задовольнити глядачів. Еберт зазначив, що Сільверстоун у «Зайвому багажі» — “добре”, але “не краще, ніж добре”, оскільки вважав її міскастом.